# Třída Kulmbach (typ 333)
Třída Kulmbach (typ 333) je třída minolovek německého námořnictva. Zahrnuje celkem pět jednotek, které byly původně postaveny jako minolovky třídy Hameln (typ 343) a do současné podoby byly později přestavěny.

## Pozadí vzniku
Všech pět jednotek bylo postaveno v letech 1987–1991 loděnicí STN Systemtechnik Nord v rámci třídy Hameln. Nesou jména Kulmbach (M 1091), Überherrn (M 1095), Passau (M 1096), Laboe (M 1097) a Herten (M 1099). Na minolovky třídy Kulmbach byly přestavěny v letech 1999–2001.
Minolovky Kulmbach a Laboe byly kvůli finančním škrtům předčasně vyřazeny 31. března 2012.

## Konstrukce
Plavidla jsou postavena z nemagnetické oceli. K vyhledávání min slouží sonar Atlas Elektronik DSQS-11. K likvidaci min slouží dálkově ovládané prostředky Atlas Elektronik SeaFox. K vlastní obraně slouží dva 27mm kanóny MLG 27 (původně nesly dva 40mm kanóny Bofors) a dvě čtyřnásobná vypouštěcí zařízení protiletadlových řízených střel Stinger s dosahem 4,8 km. Pohonný systém tvoří dva diesely MTU 16V 396 TB84-DB5IL. Lodní šrouby jsou dva. Nejvyšší rychlost dosahuje 18 uzlů.